# Carbenicilina
A carbenicilina é um fármaco antibiótico da classe das penicilinas. É efetiva contra bactérias gram-negativas, incluindo Pseudomonas aeruginosa mas não muito contra as gram-positivas. Foi inicialmente descoberta por cientistas da companhia inglesa Beecham.